# 1340er
Portal Geschichte | Portal Biografien | Aktuelle Ereignisse | Jahreskalender | Tagesartikel

◄ |
13. Jh. |
14. Jahrhundert
| 15. Jh. | ►

◄ |
1310er |
1320er |
1330er |
1340er
| 1350er | 1360er | 1370er | ►

1340 |
1341 |
1342 |
1343 |
1344 |
1345 |
1346 |
1347 |
1348 |
1349

## Ereignisse

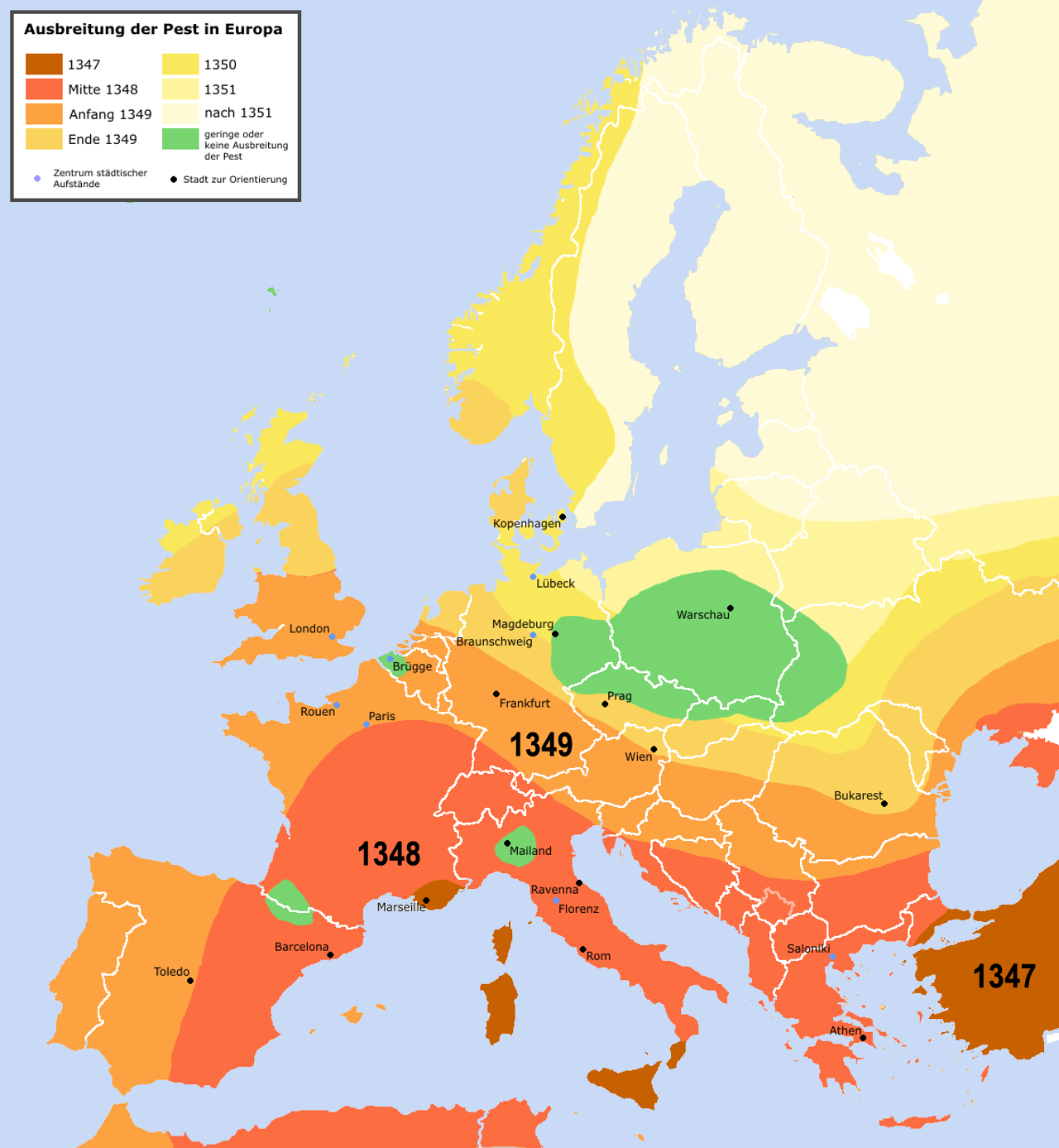
Ausbreitung des Schwarzen Todes in Europa zwischen 1347 und 1351

- 1342: Das Magdalenenhochwasser sucht Mitteleuropa heim
- 1344: Die Hanse wird als Städtebund gegründet
- 26. August 1346: Mit der Schlacht bei Crécy beginnt der 100-Jährige-Krieg auf französischem Boden
- 26. November 1346: Wahl von Karl IV. zum römisch-deutschen König
- 11. Oktober 1347: Tod von Ludwig IV
- 1348: Ausbreitung des Schwarzen Todes
- 7. April 1348: Gründung der Karls-Universität als eine der ersten in Mitteleuropa

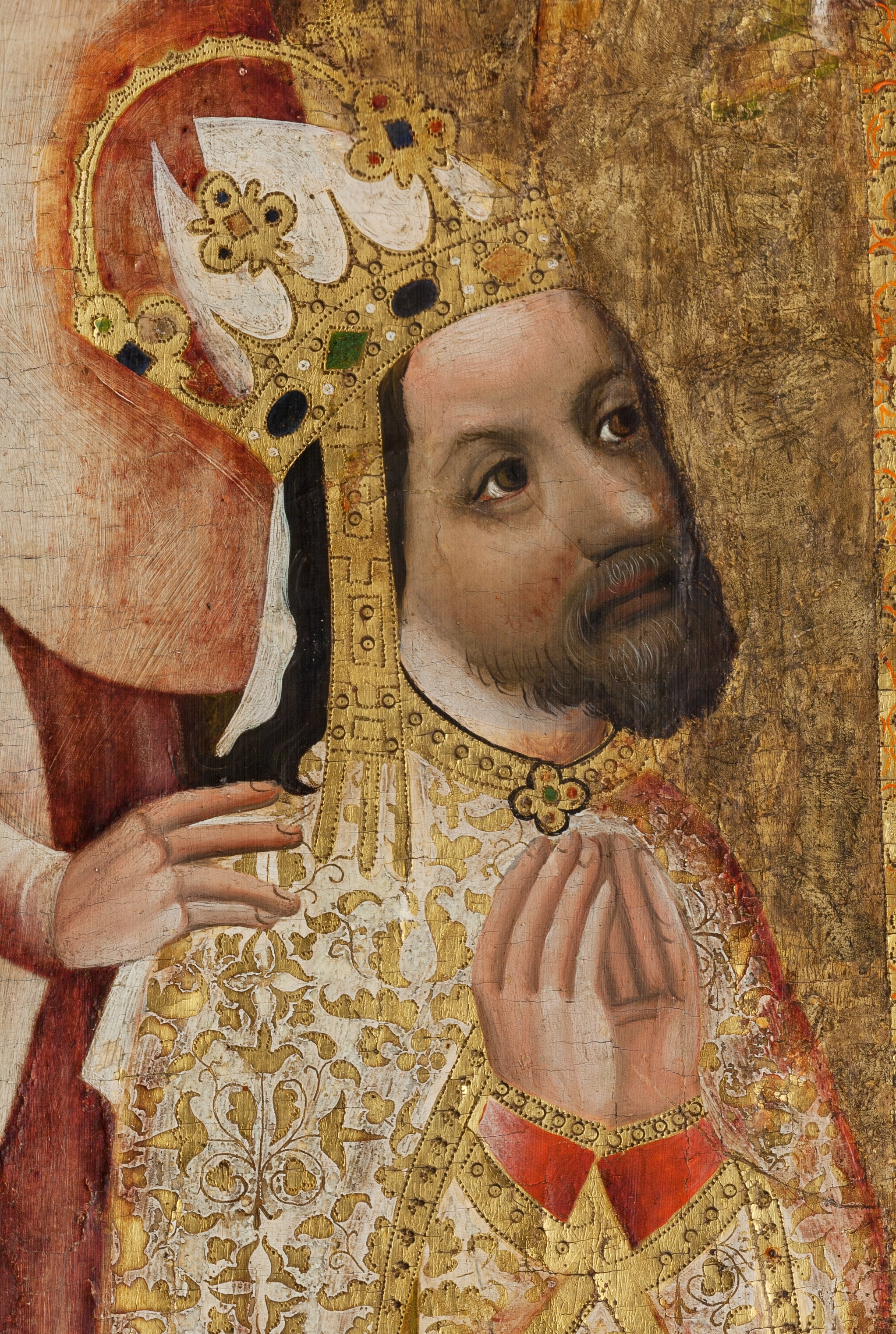
Karl IV.